# Bewegingsfysiologie
De bewegingsfysiologie gaat tot op moleculair niveau de processen na, die het een organisme mogelijk maken van plaats te veranderen, zowel wat betreft het geheel als de delen.